# .vu
.vu је највиши Интернет домен државних кодова (ccTLD) за Вануату. Код овог домена, региструју се чак и једнословна имена домена као што је https://archive.today/20070630002933/http://u.vu/